# Ophrys nelsonii
Ophrys nelsonii är en orkidéart som beskrevs av Contré och Delamain. Ophrys nelsonii ingår i ofryssläktet, och familjen orkidéer.
Artens utbredningsområde är Frankrike. Inga underarter finns listade i Catalogue of Life.